# Indranie Chandarpal
Indranie Chandarpal (Haslington, 1951) es una política y activista por los derechos de las mujeres guyanesa del Partido Progresista del Pueblo (PPP), miembro del Parlamento desde 1992. Ha ocupado el cargo de Secretaria General de la Organización Progresista de Mujeres desde 1983.  De 2001 a 2003, se desempeñó como presidenta de la Comisión Interamericana de Mujeres. 

## Biografía
Indranie Dhanraj nació en 1951 en Haslington, Guyana en el seno de una familia de trabajadores del azúcar en el Estado de Enmore. Su mentor fue su padre convencido de la lucha por la igualdad y los derechos cívicos que inculcó a sus hijos.
Indra se interesó pronto por la política y en 1962 cuando tenía apenas 11 años se sumó a la huelga de los trabajadores del azúcar. Asistió a la escuela primaria de Enmore y posteriormente a la Universidad Hindú en Cove y John.   
Cuando tenía 18 años, Chandarpal se unió a la Organización Juvenil Progresista (PYO) y a los 20 estuvo involucrada tanto en el movimiento de mujeres como en la política. En 1972, cuando era empleada como recepcionista en Freedom House logró el apoyo del Secretario de Educación para estudiar en el extranjero. Estudió ciencias políticas y completó un curso de tres meses en periodismo. Al regresar a Guyana, trabajó en la librería del PPP. En 1973, fue golpeada por miembros del partido de oposición  del Congreso Nacional del Pueblo (PNC) cuando ella y otros miembros del PYO intentaron evitar que los miembros de la PNC celebraran una reunión pública en Enmore . Después del altercado fue arrestada y encarcelada por una semana.  Dhanraj se casó con Navindranauth Omanand Chandarpal en 1975 y luego tuvieron dos hijos: Rabindranauth y Gitanjali.  
En 1983, Chandarpal se convirtió en Secretaria General de la Organización Progresista de Mujeres y de 1985 a 1989, se desempeñó como representante de Guyana ante la Asociación de Investigación y Acción Feminista del Caribe. Fue elegida miembro del Parlamento en 1992 y elegida presidenta de la Comisión Interamericana de Mujeres en 2000, sirviendo de 2001 a 2003. Entre 1992 y 2001, se desempeñó como Ministra de Servicios Humanos y Seguridad Social. En 1996, Chandarpal presentó el proyecto de ley de violencia contra las mujeres, que se convirtió en ley el 31 de diciembre de 1996.